# Kostelec (ort i Tjeckien, Södra Mähren)
Kostelec är en ort i Tjeckien.   Den ligger i regionen Södra Mähren, i den sydöstra delen av landet, 230 km sydost om huvudstaden Prag. Kostelec ligger 218 meter över havet och antalet invånare är 792.
Terrängen runt Kostelec är platt söderut, men norrut är den kuperad.Runt Kostelec är det ganska tätbefolkat, med 111 invånare per kvadratkilometer. Närmaste större samhälle är Kyjov, 2,9 km sydväst om Kostelec. Trakten runt Kostelec består till största delen av jordbruksmark.